# Leichtathletik-Europameisterschaften 1934/Kugelstoßen der Männer

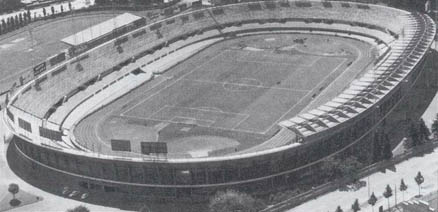
Turiner Olympiastadion – damalige Bezeichnung
Stadio Benito Mussolini

Das Kugelstoßen der Männer bei den Leichtathletik-Europameisterschaften 1934 wurde am 9. September 1934 im Turiner Stadio Benito Mussolini ausgetragen.
Es siegte der Este Arnold Viiding. Vizeeuropameister wurde der Finne Risto Kuntsi. Bronze gewann der Tschechoslowake František Douda.

## Rekorde

### Bestehende Rekorde
| Weltrekord           | 17,40 m                                             | Jack Torrance                                       | Oslo, Norwegen                                      | 5. August 1934                                      |
| Europarekord         | 16,20 m                                             | František Douda                                     | Prag, Tschechoslowakei                              | 24. September 1932                                  |
| Meisterschaftsrekord | Einen Europameisterschaftsrekord gab es noch nicht. | Einen Europameisterschaftsrekord gab es noch nicht. | Einen Europameisterschaftsrekord gab es noch nicht. | Einen Europameisterschaftsrekord gab es noch nicht. |

### Erster Europameisterschaftsrekord
Im Wettbewerb am 9. September wurde von den beiden erstplatzierten Teilnehmern der folgende erste Europameisterschaftsrekord aufgestellt:
- 15,19 m – Arnold Viiding (Estland)
- 15,19 m – Risto Kuntsi (Finnland)

## Durchführung
In den Quellenangaben (europäischer Leichtathletikverband EAA sowie bei todor66) zum Kugelstoßen findet sich nur eine Ergebnisliste mit dem Finalresultat für alle dreizehn Teilnehmer. Eine Qualifikation wird dort nicht aufgeführt. Demnach sind alle dreizehn Wettkämpfer gemeinsam in einer Gruppe zum Finale angetreten. Wie viele Versuche den Athleten zur Verfügung standen und ob es nach der dritten Runde, wie damals zum Beispiel bei Olympischen Spielen üblich, mit den besten sechs Sportlern in ein Finale mit drei weiteren Durchgängen ging, wird nicht klar.
Bei den Olympischen Spielen in dieser Zeit war es in den Sprung- und Wurfdisziplinen übliche Praxis, zunächst am Morgen des Wettkampftages eine Qualifikationsrunde durchzuführen, wenn die Zahl der Teilnehmer nicht zu gering war. Diese Vorausscheidung wurde in zwei Gruppen ausgetragen. Das Finale fand dann mit den dafür qualifizierten Sportlern in aller Regel am Nachmittag desselben Tages statt.

## Finale

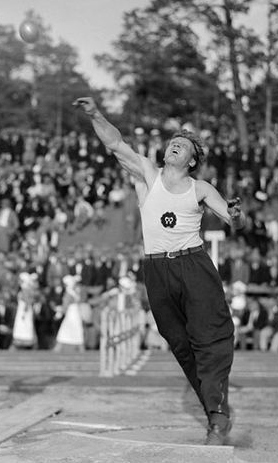
Vizeeuropameister Risto Kuntsi
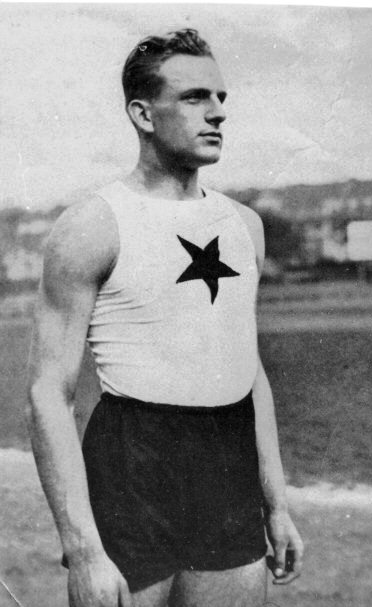
Bronzemedaillengewinner František Douda
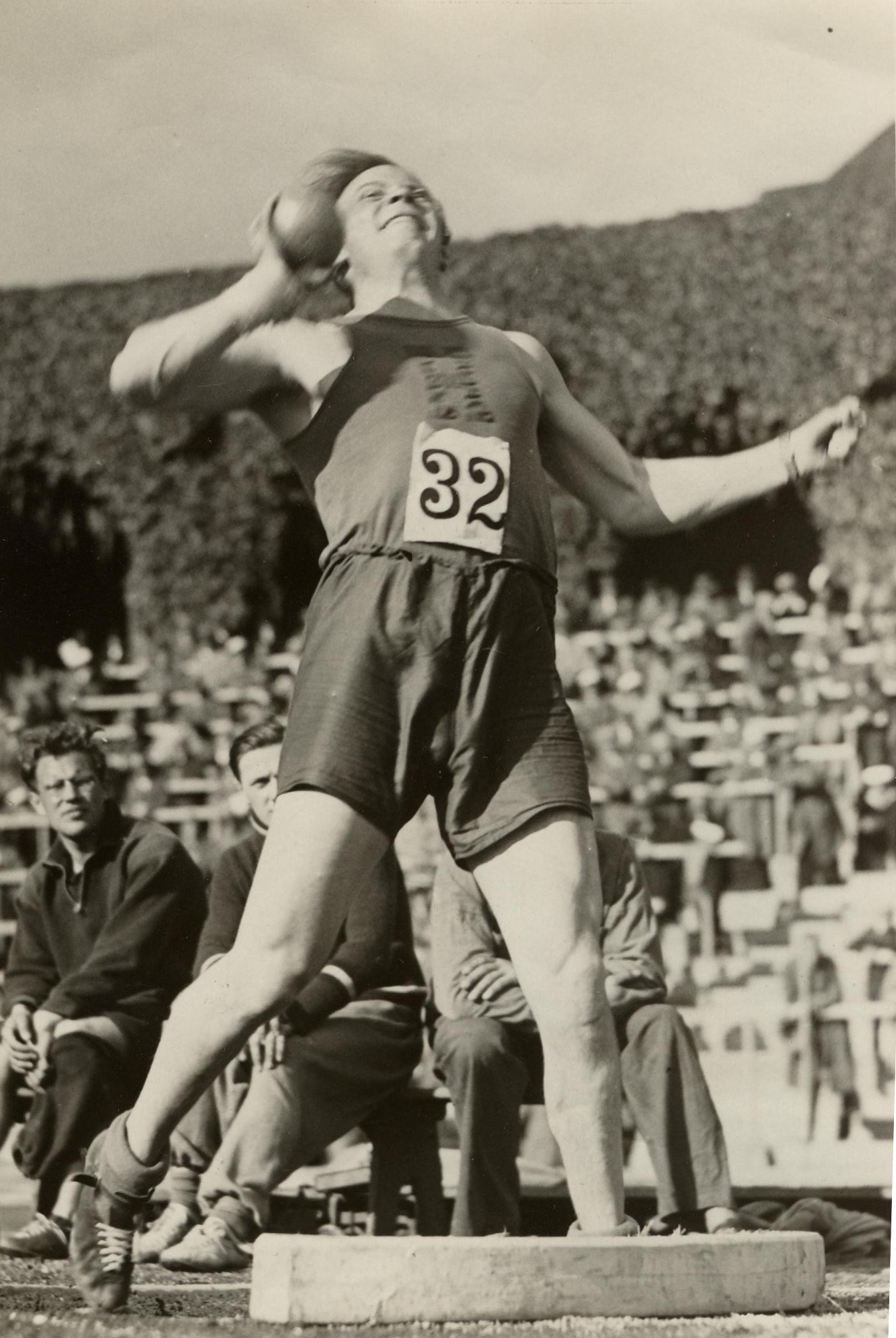
Samuel Norrby belegte Rang vier
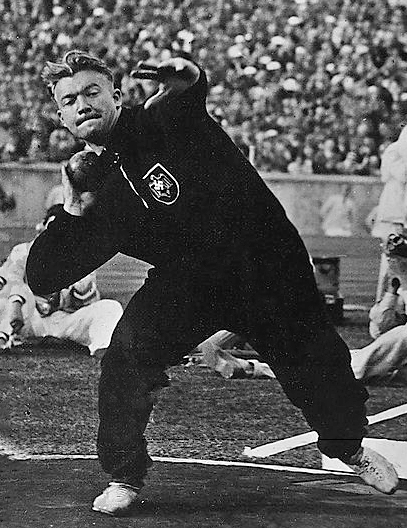
Hans Woellke – hier auf Platz acht, zwei Jahre später Olympiasieger

9. September 1934
| Platz | Name                 | Nation             | Weite      |
| ----- | -------------------- | ------------------ | ---------- |
| 1     | Arnold Viiding       | Estland            | 15,19 m CR |
| 2     | Risto Kuntsi         | Finnland           | 15,19 m CR |
| 3     | František Douda      | Tschechoslowakei   | 15,18 m    |
| 4     | Samuel Norrby        | Schweden           | 15,10 m    |
| 5     | Valfrid Rahmqvist    | Schweden           | 15,01 m    |
| 6     | József Darányi       | Ungarn             | 14,86 m    |
| 7     | Zygmunt Heljasz      | Polen              | 14,78 m    |
| 8     | Hans Woellke         | Deutsches Reich    | 14,67 m    |
| 9     | Clément Duhour       | Frankreich         | 14,07 m    |
| 10    | Jules Noël           | Frankreich         | 14,00 m    |
| 11    | Aad de Bruyn         | Niederlande        | 13,88 m    |
| 12    | Aleksandar Kovacevic | Königreich Italien | 13,88 m    |
| 13    | Lauro Bonincini      | Königreich Italien | 13,33 m    |